# Магдалена Августа фон Анхалт-Цербст
Магдалена Августа фон Анхалт-Цербст (на немски: Magdalena Augusta von Anhalt-Zerbst; * 13 октомври 1679, Цербст; † 11 октомври 1740, Алтенбург) от род Аскани, е принцеса от Анхалт-Цербст и чрез женитба херцогиня на Саксония-Гота-Алтенбург (7 юни 1696 – 23 март 1732).

## Живот
Дъщеря е на княз Карл Вилхелм (1652 – 1718) от Анхалт-Цербст и София (1654 – 1724), дъщеря на херцог Аугуст фон Саксония-Вайсенфелс.
Магдалена Августа се омъжва на 17 юни 1696 г. в Гота за първия си братовчед херцог Фридрих II фон Саксония-Гота-Алтенбург (1676 – 1732) от рода на Ернестински Ветини.
Магдалена Августа е погребана в княжеската гробница на дворцовата църква на дворец Фриденщайн в Гота до умрелия ѝ преди осем години съпруг.
- Магдалена Августа като херцогиня на Саксония-Гота-Алтенбург
- Магдалена Августа с портрета на нейния съпруг Фридрих II фон Саксония-Гота-Алтенбург

## Деца
Магдалена Августа и Фридрих II имат 18 деца, от които оживяват седем сина и две дъщери:
- София (1697 – 1703)
- Фридрих III (1699 – 1772), херцог на Саксония-Гота-Алтенбург, ∞ 1729 принцеса Луиза Доротея фон Саксония-Майнинген (1710 – 1767)
- Вилхелм (1701 – 1771), ∞ 1742 принцеса Анна фон Шлезвиг-Холщайн-Готорп (1709 – 1758)
- Карл Фридрих (1702 – 1703)
- Йохан Август (1704 – 1767), ∞ 1752 графиня Луиза Ройс цу Шлайц (1726 – 1773) (вдовица на Кристиан Вилхелм)
- Кристиан (*/† 1705)
- Кристиан Вилхелм (1706 – 1748), ∞ 1743 графиня Луиза Ройс цу Шлайц (1726 – 1773)
- Лудвиг Ернст (* 29 декември 1707, † 13 август 1763), генерал-лейтенант в Мюнстер
- Емануел (1709 – 1710)
- Мориц (* 11 май 1711, † 3 септември 1777), регент в Саксония-Айзенах, генерал-лейтенант в Хесен
- София (*/† 1712)
- Карл (1714 – 1715)
- Фридерика (1715 – 1775), ∞ 1734 херцог Йохан Адолф II от Саксония-Вайсенфелс (1685 – 1746)
- Магдалена Сибила (*/† 1718)
- Августа (1719 – 1772), ∞ 1736 принц Фридрих Лудвиг фон Хановер, принц на Уелс (1707 – 1751)
- Йохан Адолф (1721 – 1799), генерал-лейтенант в Курфюрство Саксония